# Бодяк (осот)
1. перенаправление Осот